# وگو
وگو (به آلمانی: Vogau) یک منطقهٔ مسکونی در اتریش است که در لیبنیتس واقع شده‌است. وگو ۶٫۰۶ کیلومتر مربع مساحت دارد ۲۶۰ متر بالاتر از سطح دریا واقع شده‌است.